# Mad Max
Mad Max es una película australiana de acción-policíaca de 1979 escrita y dirigida por George Miller y protagonizada por Mel Gibson. La película ambientada en Australia fue estrenada un año más tarde en el resto del mundo. Con una temática distópica, y un pequeño presupuesto de 350.000 dólares, el filme consiguió recaudar 100 millones de dólares en todo el mundo y produjo dos secuelas: Mad Max 2 en 1981 (conocida como The Road Warrior o El guerrero de la carretera) y Mad Max Beyond Thunderdome en 1985 (Mad Max, más allá de la cúpula del trueno), una secuela/reinicio: Mad Max: Fury Road en 2015, y una precuela de esta última: Furiosa: de la saga Mad Max en 2024.
Es considerada en la actualidad como una película de culto.

## Origen del título
El título de la película hace un juego de palabras con el diminutivo del protagonista, Max, ya que Mad Max se puede entender tanto como (el) "Loco Max" como "Máxima Locura". Esto sucede si entendemos a Max como abreviatura de Máximo, buscando además aprovechar el efecto sonoro o aliteración, al ser las dos palabras bastante parecidas.

## Argumento
En un futuro cercano de tinte apocalíptico marcado por la escasez de agua, petróleo y energía, crisis económica y creciente caos social, en donde los gobiernos reducen el presupuesto para la policía, las pandillas de moteros delincuentes dominan las carreteras de Australia, donde no existe presencia del Estado por la crisis económica. 
Se puede apreciar un entorno desordenado y distópico. Mientras la sociedad se desintegra en el país, una de las últimas patrullas de policía que quedan, la Patrulla de la Fuerza Central (MFP, Main Force Patrol en inglés) se encarga de mantener la seguridad vial en algunas carreteras cerca de las ciudades. En ella se encuentra Max Rockatansky (Mel Gibson), considerado como el mejor de los patrulleros de su división. Max trabaja en un edificio de juzgados arruinado por dentro y por fuera, por la falta de recursos económicos del gobierno, parece un edificio abandonado que a la vez es el cuartel central de la Patrulla de la ciudad.
Un líder pandillero llamado Crawford Montazano, conocido como el "Jinete Nocturno" (Nightrider en inglés), escapa de la custodia policial matando a un oficial novato y robando su coche, un V8 Especial de Persecución. Después de un frustrado intento de captura efectuado por los policías en la carretera, cuando el criminal trata de escapar para ocultarse en el campo, donde ya no existe presencia de la policía, Max sale a ayudarlos y persigue al criminal, el cual muere junto con su novia en una terrible explosión, cuando chocan contra un remolque.
Otra pandilla busca vengarse de los "bronces" (del doblaje de Bronze en inglés, debido a las insignias de bronce que identifican a los patrulleros como policías), dirigida por un motociclista apodado "Toecutter" (Hugh Keays-Byrne) -Cortadedos en inglés, y llamado Cortaúñas en español-, quien quiere matarlos en memoria de su amigo el Jinete Nocturno. Mientras, se dedican a aterrorizar a los ciudadanos y practicar el pillaje en los pueblos lejanos del país, así como a quienes viajan por la carretera lejos de las ciudades donde la policía no llega. Allí, destrozan el vehículo de una pareja de ciudadanos y los dos son violados por el grupo.
En ese último caso, acuden Max y su compañero y mejor amigo Jim el Ganso (Jim Goose en inglés, encarnado por Steve Bisley), para ver los restos del coche y quienes lo conducían, encontrándose sólo con la chica y con el menor de los miembros de la pandilla criminal, Johnny el Niño (Johnny the Boy en inglés, encarnado por Tim Burns), afectado por las drogas y si poder moverse. Bajo las instrucciones de la Patrulla, se llevan a ambos al juzgado.
Dentro del juzgado, los policías esperan la visita del juez para que dé su apreciación sobre este último incidente, lo que incluye también decidir la suerte de Johnny el Niño. Sin embargo, las autoridades deciden soltarlo porque no se presenta ningún testigo para declarar sobre el crimen y por un abogado corrupto amigo de los pandilleros, debido a la corrupción del gobierno y la ausencia de las instituciones como la justicia. No contento con la decisión, Jim el Ganso intenta convencer a las autoridades y a sus compañeros de que esa decisión fue un error, lo golpea y amenaza al salir del edificio, sin lograrlo. Esto no hace sino despertar deseos de venganza mutua entre Jim y Johnny.
Ya libre, Johnny se reencuentra con la pandilla que roba gasolina de camiones cisterna de combustible que transitan por las carreteras. Por la noche, manipula la motocicleta de Jim el Ganso, quien busca vengarse de Jim. Al usar la moto a la mañana siguiente, después de estar en un bar de mujeres nudistas en las afueras de la ciudad, se estropea con un sabotaje en la cadena y llanta trasera, provocando un accidente casi mortal en la carretera, y se encuentra con un amigo suyo, Midge, quien vino a asistirle y darle su camioneta para que Jim pueda regresar al cuartel de patrulla en la ciudad. 
Desafortunadamente, Cortaúñas y sus secuaces le han armado una emboscada en la carretera: Johnny arroja un tambor de frenos después de ver pasar a Jim conduciendo la camioneta, el aro de acero cae pesadamente contra el parabrisas de la camioneta y Jim pierde el control, haciendo volcar el vehículo a un lado de la carretera. El líder de la pandilla ordena a Johnny el Niño arrojar una cerilla cerca del vehículo volcado, que derrama gasolina, pero el miedo de Johnny se lo impide inicialmente. Al final, Cortaúñas obliga a Johnny a arrojar el fósforo, y Jim el Ganso, al que le resulta imposible salir del vehículo, es envuelto por las llamas y queda gravemente herido.
Al enterarse de lo anterior, Max va al hospital donde se encuentra Jim el Ganso agonizando y terriblemente desfigurado por las quemaduras. Después de verlo decide renunciar a su trabajo de policía de carreteras, cansado e impotente al ver que todo va a peor. Decide hacerlo pensando en su esposa Jessie (encarnada por Joanne Samuel) y su pequeño hijo Sprog. Se presenta ante su jefe, el Capitán Fifi McAffee, para pedir la baja, y este le dice que se tome solamente unas vacaciones, lo necesitan en la policía de carreteras, la academia de policía fue cerrada por falta de recursos económicos del gobierno, existe mucha corrupción en todas las instituciones del Estado y solamente quedan ellos, piense mejor pues le expresa dos pensamientos a su jefe respecto a su decisión: no quiere terminar convirtiéndose en un pandillero de las carreteras, como los que él persigue y acepta tener miedo.
Max no quiere cambiar de opinión, renuncia a la Fuerza Especial, se retira de la policía y se va al campo con su familia, lejos de las zonas de conflicto al interior del país. Al poco tiempo la familia es perseguida por el Cortaúñas y su pandilla, que extienden sus operaciones a lugares lejanos por las carreteras para alejarse de la policía y se encuentran con ellos; cuando paran a cambiar una rueda y Jessie va a comprar un helado a Sprog, el líder y la pandilla la acosan pero ella escapa y los tres huyen a la granja remota propiedad de una amiga anciana, May Swaisey que vive con su hijo adulto discapacitado psíquico. 
La pandilla vuelve a atacar a Jessie mientras Max no está y May la ayuda a escapar pero la camioneta se estropea. Jessie sale corriendo por la carretera con Sprog en brazos y sin que Max pueda evitarlo, los pandilleros terminan matando y destrozando los cuerpos de su esposa e hijo, atropellados en la carretera. Al ocurrir esto, y tras dejar a su esposa moribunda en un hospital, Max pierde la cordura, vuelve a vestir su uniforme, regresa a la Fuerza Especial de la ciudad y roba un V8 Especial de Persecución negro, con el motor modificado y sale a la carretera, buscando vengarse del Cortaúñas y su pandilla, los busca por las carreteras del país y lugares remotos, abandonados y sin presencia de la policía.
Ya en pleno recorrido por la carretera en los lugares remotos del país, cruza la zona que ha sido declarada "Área prohibida" por el gobierno, lejos de las ciudades y el control de la policía, donde Cortaúñas, Bubba Zanetti y Johnny el Niño se mantienen ocultos para escapar de la policía. Max se detiene al ver tirada la moto de Johnny, quien finge estar muerto. Max se acerca poco a poco pero Bubba le dispara en la pierna, dejando a Max en el suelo y con un brazo arrollado por la motocicleta de Bubba en un intento por hacerse con su rifle. Después de la emboscada, Cortaúñas y Bubba buscan aprovechar la desventaja de Max, quien intenta ponerse de pie. Pero Max en esta ocasión logra alcanzar su arma y mata a Bubba. Herido en la pierna, Max vuelve a su vehículo y empieza a perseguir al Cortaúñas, al que obliga a cruzarse al paso de un camión, pierde el control en la huida y Cortaúñas muere aplastado por el gran vehículo.
Después de una larga búsqueda, Max encuentra a Johnny el Niño robando las botas de un hombre muerto, cuyo coche está volcado y derramando gasolina. Entonces, lo esposa junto al vehículo y crea una tosca mecha, a base del combustible del coche y el mechero del chico. Finalmente, le ofrece una sierra de metal y le indica que tiene diez minutos para cortar la cadena de las esposas o cinco minutos para cortarse el tobillo. Max deja a un histérico Johnny a su suerte. Mientras Max se aleja, se ve la explosión. El mayor miedo de Max se cumple y termina siendo un rufián más dentro de la carretera. Max Rockatansky se ha convertido ahora en Mad Max.

## Reparto
- Mel Gibson es Max Rockatansky.

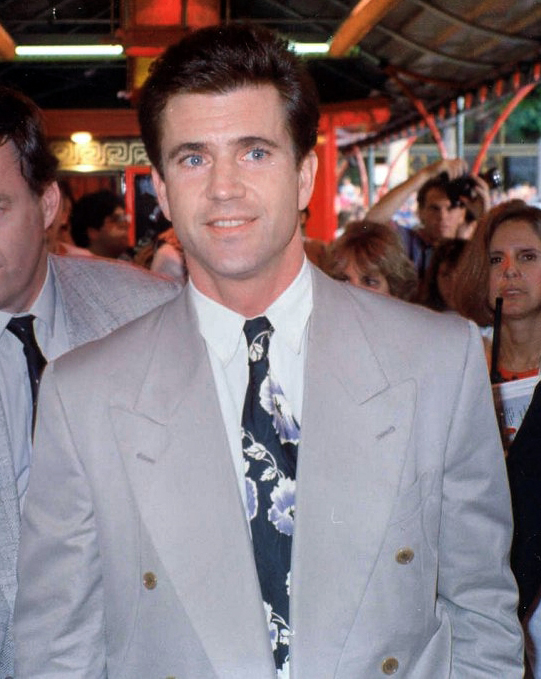
Mad Max representa el segundo papel protagónico de Mel Gibson tras su participación en la cinta Summer City de 1977.

- Joanne Samuel es Jessie Rockatansky.
- Hugh Keays-Byrne es el Cortaúñas.
- Steve Bisley es Jim "el Ganso" Rains.
- Tim Burns es Johnny el Niño.
- Roger Ward es Fred Macaffee.
- Geoff Parry es Bubba Zanetti.
- Jonathan Hardy es Labatouche.
- Brendan Heath es Sprog Rockatansky.
- Sheila Florance es May Swaisey.
- Vincent Gil es Crawford Montazano, el Jinete Nocturno.
- Lisa Aldenhoven es la enfermera.
- David Bracks es Mudguts.
- Bertrand Cadart es Clunk.
- David Cameron es el mecánico.
- Robina Chaffey es Singer.
- Stephen Clark es Sarse.
- Mathew Constantine es Toddler.
- Jerry Day es Ziggy.
- Reg Evans es el hombre de la estación del tren.
- Howard Eynon es Diabando.
- Max Fairchild es Benno.
- John Farndale es Grinner.
- Peter Felmingham es el doctor.
- Nic Gazzana es Starbuck.
- Hunter Gibb es Lair.
- Andrew Gilmore es el lengua de plata.
- Jonathon Hardy es Labatouche.
- Paul Johnstone es Cundalini.
- Nick Lathouris es Grease Rat.
- John Ley es Charlie.
- Steve Millichamp es Roop.
- Phil Motherwell es el ayudante del doctor.
- George Novak es escotilla.
- Lulú Pinkus es la novia del Jinete Nocturno.
- Neil Thompson es el conductor del noticiario.
- Billy Tisdall es Mosquito.
- Gil Tucker es el abogado defensor de Johnny.
- Kim Sullivan es la chica del Chevy.

## Producción
George Miller era médico en Sídney y trabajaba en una sala de emergencias donde vio muchas lesiones y muertes de los tipos descritos en la película. También fue testigo de muchos accidentes automovilísticos mientras crecía en una zona rural de Queensland y perdió al menos tres amigos en accidentes de tráfico siendo adolescente.
Miller conoció al cineasta aficionado Byron Kennedy en una escuela de cine de verano en 1971 y juntos produjeron un cortometraje, Violence in the Cinema, Part 1 que se proyectó en varios festivales de cine y ganó varios premios. Unos años más tarde, produjeron Mad Max en colaboración con el guionista novel James McCausland (que aparece al principio de la película como el hombre barbudo con delantal delante del restaurante). Miller creía que el público vería más creíble su violenta historia si se desarrollaba en un futuro distópico sombrío. McCausland y él crearon una estructura inspirada en el western, las road movie y las películas de acción y McCausland se basó en gran medida en sus observaciones sobre la crisis del petróleo de 1973.
Cuando Mel Gibson acudió al casting del film tenía moratones y heridas en la cara, ya que se había involucrado en una pelea de bar la noche anterior. El director consideró que esa apariencia desfigurada era perfecta para la película y le dio a Gibson el papel, descubriendo luego con asombro que el rostro de Gibson era totalmente distinto cuando se presentó, ya sin inflamaciones y golpes, al primer día de rodaje.
La mayoría de los extras que formaban las pandillas de moteros eran miembros de clubes motociclistas y conducían sus propias motos. Incluso se vieron obligados a viajar en ellas desde sus residencias en Sídney hasta los lugares de rodaje en Melbourne porque el presupuesto no permitía el transporte aéreo.
Cuando terminó la filmación, catorce vehículos habían sido destruidos producto de las escenas de acción. Mel Gibson se negó a usar un doble para las escenas peligrosas, y las realizó él mismo.
Cuando la película fue estrenada en Estados Unidos, todas las voces, incluida la de Mel Gibson, fueron dobladas por actores con acentos estadounidenses, ya que los distribuidores pensaron que la audiencia americana no entendería el acento australiano contenido en la película.

## Vehículos

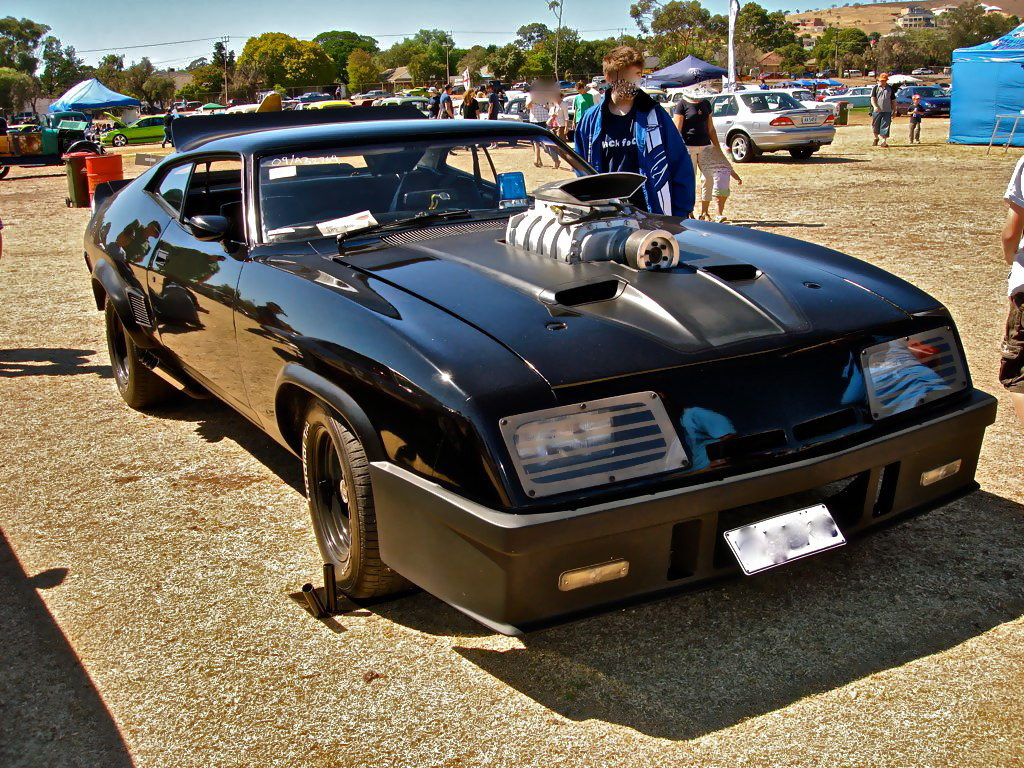
Réplica de uno de los coches usados en la película.

La película trazó una relación recíproca con los coches que aparecían allí, volviéndolos famosos, y ellos a esta. Estos son:
- El coche de Max, el Interceptor amarillo, era un Ford Falcon XB de 1974, con motor modificado.
- El March Hare, conducido por Sarse y Scuttle, era un Ford Falcon XA de 1972.
- El Big Bopper, conducido por Roop y Charlie, asimismo era un Ford Falcon XB, pero con otro motor.
- El coche más memorable de la película, el Pursuit Special negro de Max, era una versión GT351 limitada del Ford XB Falcon Hardtop de 1973, modificado por el director artístico de la película, Jon Dowding. Lleva un compresor volumétrico desembragable, que es lo que acciona cuando necesita más potencia.
- De las motocicletas que aparecen en la película, 14 fueron donadas por Kawasaki, y fueron usadas por una auténtica pandilla de motociclistas local, los "Vigilantes", quienes actuaron como miembros de la pandilla del Cortadedos.

## Recepción
Tras su estreno, la película polarizó a la crítica. En una reseña de 1979, el productor y crítico Phillip Adams vapuleó a Mad Max, afirmando que tenía "la emoción de un Mein Kampf" y que sería la película favorita de "violadores, sádicos, asesinos de niños e incipientes Charles Manson". Luego de exhibirse en los Estados Unidos, Tom Buckley de The New York Times se refirió a la cinta como "fea e incoherente". Stephen King en su libro Danse Macabre afirmó que la película es un "bodrio". Sin embargo, la revista Variety alabó el debut de Miller como director.
Mad Max cuenta con un 90% de ranking aprobatorio en el sitio web Rotten Tomatoes, basado en 54 reseñas positivas, afirmando en el consenso: "Exhibiendo las improbables acrobacias y choques automovilísticos a la perfección, el director George Miller logra dar vida por completo a un mundo violento y post-apocalíptico". La cinta fue incluida en las listas de las "mejores películas de todos los tiempos" de The New York Times y The Guardian.

## En la cultura popular
- El grupo español de rock Siniestro Total le dedicó una canción (Max estás hecho una pena) a la película en su álbum En beneficio de todos.
- El film fue una de las fuentes de inspiración para los creadores de la saga de videojuegos Fallout (Interplay, 1997). En todas las entregas de esta saga (especialmente las dos primeras) se hacen diversas referencias a objetos (armadura de cuero de una sola manga, armadura de raider, escopeta recortada de dos cañones, pistola ballesta, etc.), personajes (hummungus, los raiders, el perro, el chamán, las tribus, etc.), situaciones o conceptos acontecidos en alguna de las películas Mad Max. Un claro ejemplo son los vídeos (en B&N, con una voz en off) que sirven de introducción en todos los juegos de la saga, inspirados en la parte inicial de Mad Max II, El guerrero de la carretera.
- Esta película da nombre al "madmaxismo", que es una actitud pesimista ante un posible futuro apocalíptico y que se ha hecho famosa en diferentes foros de Internet. Al estilo de los "Preppers" o preparacionistas, los cultores del madmaxismo invierten parte de sus vidas en prepararse para esa posibilidad de futuro.
- En el manga Hokuto no Ken (El Puño de la Estrella del Norte) el universo ficticio de Mad Max ha servido de total inspiración para sus creadores Buronson y Hara; incluso el aspecto y vestimenta de Jagi o el de su protagonista Kenshiro son en casi todo muy parecidos a "Goose" y a "Max" respectivamente. También bebe de la saga Desert Punk.
- En el videojuego Grand Theft Auto  hay una actualización llamada "Arena Wars", en la cual aparecen vehículos parodiados de la película.